# Lafaga
Lafaga (auch: Lafanga) ist ein Motu im Riffsaum des Atolls Nukufetau im Inselstaat Tuvalu.

## Geographie
Lafaga bildet die Nord-Ostecke des Atolls. Sie ist die größte der östlichen Inseln im Atoll. Eine größere Kokosnussplantage befindet sich auf der Insel. Nach Süden zieht sich der Riffsaum weiter mit Kongo Loto Lafanga, während nach Nordwesten die Inseln Oua und Niuatui anschließen.

## Mythologie
Legenden erzählen, dass Fialua, ein Aliki (Chief), nach Lafanga gesetzt wurde um die Inseln gegen Eindringlinge aus Tonga zu verteidigen. Fialua griff die Räuber mit seiner Keule an und begrub die Leichen an einem Ort der Temata genannt wurde.